# Parafia Najświętszej Maryi Panny Królowej Polski w Nowej Sarzynie
Parafia Najświętszej Maryi Panny Królowej Polski w Nowej Sarzynie – parafia rzymskokatolicka, należąca do dekanatu Leżajsk II w archidiecezji przemyskiej. Erygowana 16 stycznia 1971 roku. Na terenie parafii działają różne grupy młodzieżowe, np. Ruch Światło-Życie oraz ministranci.

## Historia
W 1968 roku ks. Jan Warchał zakupił na terenie Rudy Łańcuckiej działkę z budynkiem gospodarczym na punkt katechetyczny, w którym odprawiano msze święte. W 1970 roku punkt katechetyczny został zaadaptowany na kaplicę. 
16 stycznia 1971 roku dekretem bpa Ignacego Tokarczuka, została erygowana parafia, z wydzielonego terytorium parafii w Sarzynie. 21 lutego 1971 roku bp Ignacy Tokarczuk poświęcił kościół, pw. Najświętszej Maryi Panny Królowej Polski. Następnie zbudowano nowy punkt katechetyczny, a władze państwowe prowadziły prześladowania. 
W 1978 roku podjęto decyzję o budowie nowego kościoła. W 1979 roku zbudowano obecny murowany kościół, według projektu arch. Jana Zygmunta i Edwarda Sarzyńskiego, który 18 grudnia 1979 roku został poświęcony przez bpa Ignacego Tokarczuka. W 1983 roku malarz Stanisław Jakubczyk wykonał polichromię. 20 grudnia 1987 roku bp Ignacy Tokarczuk dokonał konsekracji kościoła. 
Na terenie parafii jest 5 580 wiernych (w tym: Nowa Sarzyna – 5 050, Ruda Łańcucka – 530).
Proboszczowie parafii:
1971–2006. ks. prał. Stanisław Turek.
2006–2020. ks. Kazimierz Kawa.
2020. ks. Tomasz Węgrzyński (administrator).
2020– nadal ks. prał. dr Tadeusz Kocór.